# وحدات بلانك

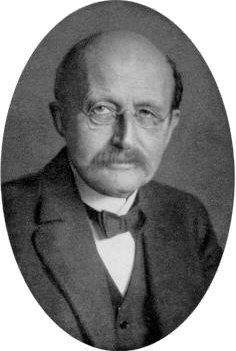

في الفيزياء، وحدات بلانك هي وحدات قياس فيزيائية معرفة بأسلوب صريح بدلالة خمسة ثوابت فيزيائية كونية مسرودة بالأسفل، بحيث تأخذ هذه الثوابت الخمسة القيمة (واحد) عندما يعبر عنها بدلالة هذه الوحدات.
الثوابت التي تحقق من التعريف القيمة الموحدة 1 هي:
- ثابت الجذب العام، G;
- ثابت بلانك المخفض، ħ;
- سرعة الضوء في الفراغ، c;
- ثابت كولوم، {\displaystyle \textstyle {\frac {1}{4\pi \varepsilon _{0}}}} (أحياناke أو k);
- ثابت بولتزمان، kB (أحياناk).

## وحدات بلانك الأساسية
تتميز جميع أنظمة القياسات بامتلاكها وحدات أساسية: في النظام العالمي للوحدات (SI)، مثلاً ، يعد المتر وحدة الطول الأساسية. في نظام وحدات بلانك، يعد طول بلانك ببساطة وحدة بلانك الأساسية لقياس الطول، الوحدة الأساسية لقياس الزمن هي زمن بلانك، وهكذا. تم اشتقاق هذه الوحدات من الثوابت الكونية الفيزيائية خماسية الأبعاد الموضحة في جدول 1، بطريقة تم بواسطتها عزل هذه الثوابت عن المعادلات الأساسية للقانون الفيزيائي عندما يتم التعبير عن الكميات الفيزيائية بدلالة وحدات بلانك. على سبيل المثال، قانون نيوتن للجذب العام
{\displaystyle F=-G{\frac {m_{1}m_{2}}{r^{2}}}}
هو مكافئ لـ
{\displaystyle {\frac {F}{F_{P}}}=-{\frac {{\frac {m_{1}}{m_{P}}}{\frac {m_{2}}{m_{P}}}}{\left({\frac {r}{l_{P}}}\right)^{2}}}\ .}
| الثابت               | الرمز                                                                              | البعد         | القيمة بوحدات إس آي                          |
| -------------------- | ---------------------------------------------------------------------------------- | ------------- | -------------------------------------------- |
| سرعة الضوء في الفراغ | c                                                                                  | L T −1        | 299792458 m s−1 (بالضبط)                     |
| ثابت الجذب العام     | G                                                                                  | L3 M−1 T −2   | 6.67428(67)×10−11 m3 kg−1 s−2                |
| المخفض ثابت بلانك    | ħ = h/2π, حيثh ثابت بلانك                                                          | L2 M T −1     | 1.054571628(53)×10−34 J s                    |
| ثابت كولوم           | {\displaystyle \textstyle {\frac {1}{4\pi \varepsilon _{0}}}} حيث ε0 سماحية الفراغ | L3 M T −2 Q−2 | 8,987,551,787.368 1764 kg m3 s−2 C−2 (تماما) |
| ثابت بولتزمان        | kB                                                                                 | L2 M T −2 Θ−1 | 1.3806504(24)×10−23 J K−1                    |

المفاتيح: L = الطول، M = الكتلة، T = الزمن، Q = الشحنة الكهربائية، Θ = الحرارة.

## قيم نموذجية
- 1 كتلة بلانك حوالى 22 ميكروغرام;
- 1 زخم بلانك خوالى 6.5 kg m/s;
- 1 طاقة بلانك حوالى قيم أسية (طاقة);
- 1 شحنة بلانك أكبر قليلا من 11 شحنة أساسية;
- 1 معاوقة بلانك تقريبا 30 أوم.